# جليقية (منطقة)
جليقية (بالإسبانية: Galicia) أو غاليسيا منطقة تقع في شمال غرب إسبانيا، من سبعة عشر مناطق حكم ذاتي في إسبانيا. لغتها الرسمية الإسبانية والجاليقية. عاصمتها هي مدينة شنت ياقُب، المنطقة مقسمة إلى أربع مقاطعات: قرجيطة، لُك، أورينسي وبونتيفيدرا.

## الجغرافيا
تقع جليقية في شمال غرب إسبانيا، تحدها من الشمال بحر كانتابريا، ومن الجنوب البرتغال، ومن الشرق منطقة أشتورية ومنطقة قشتالة وليون، ومن الغرب المحيط الأطلسي. تبلغ مساحة جليقية 29.574 كم² (سابع أكبر منطقة من حيث المساحة في إسبانيا).

### الأنهار
أهم أنهار غاليسيا:
- نهر نافـيا (Río Navia)
- نهر أو (Río Eo)
- نهر تامـبري (Río Tambre)
- نهر أويـا (Río Ulla)
- نهر إيـومي (Río Eume)
- نهر ليريـث (Río Lérez)
- نهر مينـيو (Río Miño)

## التقسيمات الإدارية
حسب قانون تقسيم أقاليم إسبانيا 1833 فإن منطقة جليقية انقسمت إلى 4 مقاطعات رئيسية، والتي تنقسم بدورها إلى 315 بلدية. والمقاطعات الأربعة هي:
| المقاطعة   | الاسم بالإسبانية | عدد السكان | عدد البلديات |
| ---------- | ---------------- | ---------- | ------------ |
| لا كورونيا | La Coruña        | 1.145.488  | 94           |
| لوغو       | Lugo             | 355.195    | 67           |
| أورينسي    | Orense           | 335.642    | 92           |
| بونتيفيدرا | Pontevedra       | 963.511    | 62           |

مقاطعات غاليسيا (خريطة مواقع)
قرجيطة
لك
أورينسي
بونتيفيدرا

## توأمة
لجليقية (منطقة) اتفاقيات توأمة مع:
- واكاياما (9 أكتوبر 1998 - )

## أعلام
- هرمنغيلدو غونزاليس
- جون أ. غارسيا
- مانويل سوبرال
- جون مور
- ماسياس
- تيريزا كونتيسة البرتغال
- راؤول كابانياس
- فرناندو بيريز دي ترافا